# Maxwell's Silver Hammer
Maxwell's Silver Hammer è un brano musicale dei The Beatles, terza traccia dell'album Abbey Road del 1969. La canzone è stata scritta e cantata da Paul McCartney, anche se venne firmata, come di consueto, sia da John che da Paul. Manca l'apporto di John Lennon, poiché ricoverato in ospedale a causa di un lieve incidente stradale che lo aveva interessato in Scozia.
John Lennon, George Harrison e Ringo Starr espressero tutti e tre parere negativo nei confronti della canzone. Il critico musicale Ian MacDonald la descrisse come "la singola incisione [che] spiega perché i Beatles si sciolsero".

## Il brano
Il brano venne in realtà composto già nel 1968, di poco in ritardo per poter essere inserito nel White Album.

### Significato
Il protagonista di questo brano è Maxwell Edison, studente di medicina e spietato assassino seriale, il quale compie, con il suo martello d'argento, vari omicidi. Il primo è quello di Joan, una ragazza che a tarda sera studiava patafisica a casa da sola e che, invitata da Maxwell per andare al cinema, sente bussare alla porta mentre si sta preparando per uscire; si ritrova davanti Maxwell che la uccide a martellate in testa. Il secondo è quello di una sua professoressa che, dopo la lezione, lo rimprovera per il comportamento tenuto e lo obbliga a scrivere per 50 volte: "Non devo comportarmi così". Appena si gira dando le spalle a Maxwell, egli la ammazza con l'immancabile martello d'argento. A seguito di questo, Maxwell viene poi arrestato. Durante l'udienza in tribunale, mentre Rose e Valerie, due ammiratrici di Maxwell, tentano inutilmente di scagionarlo, il giudice pronuncia il verdetto che lo condanna, ma appena termina di parlare gli viene fracassata la testa proprio da Maxwell e dal suo martello d'argento.

### Composizione
Maxwell's Silver Hammer cominciò ad essere registrata il 9 luglio 1969 negli studi di Abbey Road. Harrison e Starr registrarono prima 16 volte la canzone per poi aggiungere ulteriori parti di chitarra. Nei due giorni successivi i Beatles registrarono le parti vocali, la traccia del pianoforte e l'organo. Il 6 agosto Paul McCartney ultimò la registrazione con una traccia suonata con un sintetizzatore Moog. L'incudine è suonata da Mal Evans nel film Let It Be - Un giorno con i Beatles, nella scena dove si vedono i Beatles registrare la canzone in studio, però secondo l'esperto beatlesologo Mark Lewisohn nella versione incisa su disco sarebbe Ringo Starr a suonarla.

## Accoglienza

### Commenti della band
Paul McCartney era convinto che potesse essere un singolo di successo e per questo impiegò numerosi giorni di registrazione per migliorare il pezzo. John Lennon invece non fu mai entusiasta di questa canzone, sottolineando il fatto che spesero più denaro per registrare questo pezzo che per tutti gli altri contenuti in Abbey Road. Ringo Starr in una recente intervista ha dichiarato che la sessione di registrazione peggiore mai fatta fu quella di Maxwell's Silver Hammer che andò avanti per settimane. Probabilmente queste dichiarazioni furono frutto del pedante perfezionismo di McCartney perché in realtà la registrazione non durò più di tre giorni (un tempo medio) e non costò più di altri brani, poiché l'apporto di turnisti non fu elevato.

### Interpretazioni errate
Alla sua uscita, alcuni critici attaccarono McCartney dicendo che la canzone era di fatto una parodia degli omicidi di Charles Manson; questo non era tuttavia possibile perché la canzone fu scritta da McCartney nel 1968, un anno prima delle carneficine perpetrate dalla sua setta.
Nonostante fosse odiata dagli altri membri dei Beatles, e le critiche negative ricevute da gran parte della stampa specializzata, questa canzone rimane un'icona dell'irriverente umorismo inglese: infatti il testo (che racconta di morte) e la musica (pacata e felice) cozzano tra di loro, dando all'ascoltatore quel sapore agrodolce tipico dello humour britannico.

## Formazione
The Beatles
- Paul McCartney: voce, cori, pianoforte, chitarra solista, sintetizzatore Moog
- George Harrison: basso elettrico a sei corde Fender Bass VI, cori, chitarra acustica e solista
- Ringo Starr: cori, batteria, incudine

Musicisti aggiuntivi
- George Martin: organo
- Mal Evans: incudine (solo nelle riprese del film Let It Be)
- John Lennon: non ha partecipato in quanto aveva un infortunio

## Curiosità
- Al minuto 1:21, quando McCartney pronuncia la parola "writing", ride sommessamente. Questo perché, nella sala regia, Lennon si era abbassato i pantaloni.